# Zweites Gefecht bei Erlenbach
Etzel · Pfäffikon · Grüningen I · Freienbach · Blickensdorf · Hirzel · Bremgarten · Regensberg · Grüningen II · St. Jakob an der Sihl · Greifensee · St. Jakob an der Birs · Erlenbach I · Koblach · Sargans · Wil · Kirchberg · Wolfhalden · Obertoggenburg · Wigoltingen · Erlenbach II · Männedorf · Wollerau · Ragaz
Das Zweite Gefecht bei Erlenbach (auch bekannt als Gehrenkrieg) war ein militärischer Konflikt und wurde im Verlaufe des Alten Zürichkriegs auf nominell Stadtzürcher Territorium in Erlenbach (Schweiz) ausgetragen. Über den Verlauf des Gefechts und ob es so überhaupt stattgefunden hat, herrscht allerdings einige Unklarheit.
Die Gegner waren auf der einen Seite Truppen des eidgenössischen Ortes Schwyz und auf der anderen Seite Truppen der Reichsstadt Zürich und Habsburgs.

## Vorgeschichte
Das Herrschaftsgebiet der Stadt Zürich war im Oktober 1445 noch immer weitgehend von den Eidgenossen besetzt, nachdem 1443 die festen Plätze Regensberg und Grüningen und 1444 auch Greifensee gefallen waren. Neben der Stadt Zürich selbst blieb Rapperswil das letzte verbliebene Bollwerk; die Stadt wurde seit dem April 1445 zum dritten Mal belagert, so dass deren Versorgung über den Zürichsee der Stadt Zürich vordringlichstes Ziel war. Im Jahr 1445 fanden die entscheidenden Kämpfe um die Vorherrschaft auf dem See statt. Der Kampf um die Seeherrschaft wurde begleitet von Plünderungszügen beider Seiten an den Seeufern.

## Verlauf
Der genaue Ablauf des Kampfes ist unklar, da die ältere Literatur die Begegnung oft mit dem Ersten Gefecht bei Erlenbach verwechselte und/oder durcheinanderbrachte; dieses fand fast genau ein Jahr vorher, am 13. Oktober 1444, am gleichen Ort statt. In der älteren Literatur wurde die Begegnung oft als «Schlacht bey Ehrlibach» bezeichnet, obschon damit vermutlich eher das bedeutendere Treffen im Vorjahr gemeint sein dürfte. Es ist möglich, dass es sich um einen Datierungsfehler handelt und gar derselbe Konflikt gemeint sein könnte. Dies würde insofern Sinn ergeben, als die Schwyzer bereits im Vorfeld des ersten Gefechtes schon einmal in Erlenbach landeten (6. Oktober 1444?). Anderseits würde auch das Jahr 1445 passen, da die Schwyzer im Kriegsjahr 1445 sicher immer noch unter dem Weinembargo der Zürcher litten und ein zweiter Plünderungszug gegen Erlenbach durchaus angebracht gewesen wäre. Ausserdem war Hans von Rechberg im Kriegsjahr 1445 besonders in diesem Raum aktiv, was dafür spräche, dass sich sogar die erste «Schlacht bey Ehrlibach» im Vorfeld der Seeschlacht bei Männedorf, der Schlacht bei Wollerau und der Vernichtung der Schwyzer Flotte gegen Jahresende ereignete und daher auf den 6. bzw. 13. Oktober 1445 zu datieren wäre.
Die Legende berichtet jedenfalls darüber, dass mutige Frauen aus Erlenbach mit Hilfe von Pfeifen und Pfannendeckeln grossen Lärm verursacht haben sollen, um eine Übermacht der Zürcher Truppen vorzutäuschen; die Schwyzer hätten sich davon täuschen lassen und sich auf die Schiffe zurückgezogen.